# Die Wunderübung (Film)
Die Wunderübung ist ein österreichischer Spielfilm aus dem Jahr 2018 von Michael Kreihsl mit Erwin Steinhauer, Aglaia Szyszkowitz und Devid Striesow. Das Drehbuch basiert auf der 2014 erschienenen gleichnamigen Komödie von Daniel Glattauer, die 2015 als Theaterstück uraufgeführt wurde. Die Premiere erfolgte am 30. Jänner 2018 in Wien. Kinostart war in Österreich am 2. Februar 2018. In Deutschland kam der Film am 28. Juni 2018 in die Kinos.

## Handlung
Das Ehepaar Joana und Valentin Dorek befindet sich in einer Krise. Sie sind Vertreter der bürgerlichen Mittelschicht, sie ist Historikerin, er technischer Leiter in der Flugzeugindustrie. Zusammen haben sie zwei Kinder. Kennengelernt haben sie sich vor 17 Jahren bei einem Tauchurlaub.
Aufgrund von ständigen gegenseitigen Vorwürfen, nicht verarbeiteten Kränkungen und ungelösten Konfliktthemen, die regelmäßig in lautstarken Streitigkeiten enden, suchen sie einen Paartherapeuten zu einem Erstgespräch auf, wo sie zunächst ihre Erwartungen an die Sitzung schildern sollen. Als weitere Übungen lässt sie der Therapeut unter anderem die positiven Eigenschaften des jeweils anderen Partners aufzählen, positive Erinnerungen aufführen und einen Rollentausch durchführen, wobei sie in die Rolle des jeweils anderen schlüpfen, symbolisch dargestellt durch je eine Handpuppe. Bei der sogenannten „Faustübung“ soll Valentin das Öffnen der Faust von Joana, symbolisch für ihr „in Wut, Zorn und Trauer verschlossenes“ Herz, erreichen. Joana soll ihre Faust erst öffnen, wenn sie sich dazu bereit fühlt. Valentin versucht es mit Gewalt und scheitert. Beim Sprechen über ihr Kennenlernen, den Tauchurlaub und die Erinnerungen daran tauen die beiden wieder etwas auf. Die Situation schlägt jedoch rasch wieder um, nach einem lautstarken Streit unterbricht der Therapeut die Sitzung.
Nach einer Pause geht der Streit weiter. Daraufhin stellt der Therapeut den beiden die Frage, warum sie sich denn eigentlich nicht trennen, wenn die Beziehung offensichtlich nicht zu funktionieren scheint. Die beiden sind darüber sehr verwundert und entsetzt, für die beiden kommt eine Trennung absolut nicht in Frage. Auf Nachfrage von Joana, was denn mit dem Therapeuten los sei, dass er eine solche Frage stelle, gesteht der Therapeut, dass ihn seine Frau Annika verlassen hat. Sie habe ihm in der Pause eine Mail gesendet, in dem sie ihm die Trennung mitteilte.
Joana versucht den Grund der Trennung herauszufinden. Der Therapeut verlässt den Raum, weil er telefonieren müsse. Auf Wunsch von Joana liest der Therapeut nach dessen Rückkehr in den Raum die Mail seiner Frau vor, wobei er in Tränen ausbricht. Joana liest daraufhin die restliche Mail vor, worin die Frau des Therapeuten schreibt, dass ihr aufgrund seines dauernden Verständnisses und der Harmonie die Reibung mit ihm fehle, und ohne Reibung gäbe es keine Wärme. Joana stellt daraufhin fest, dass Reibung in einer Beziehung wesentlich wäre und dass sie lieber verglühen als erfrieren würde. Der Therapeut meint daraufhin, dass Joana und Valentin keine Liebesbeziehung, sondern eine Kampfbeziehung hätten.
20 Minuten vor Ablauf der Sitzung beendet der Therapeut diese und erklärt, den beiden nicht helfen zu können. Für Joana kommt das überhaupt nicht in Frage. Der Therapeut erklärt, der andauernden Beziehungskonflikte müde zu sein und seinen Job an den Nagel hängen zu wollen. Die Doreks versuchen ihn zu überzeugen, dass er ein sehr guter Therapeut sei und er nicht einfach alles hinschmeißen sollen. Valentin arbeitet die eigene Sitzung analytisch auf. Als das Mobiltelefon des Therapeuten läutet und seine Frau anruft, nimmt dieser den Anruf nicht an. Joana fordert ihn auf, seine Frau in den restlichen zehn Minuten der Sitzung zurückzurufen. Valentin ist der Meinung, dass sich der Therapeut ein Beispiel am Ehepaar Dorek nehmen solle.
Valentin und Joana verbünden sich gegen den Therapeuten, der ihnen unter anderem das Scheitern bei der Faustübung vorwirft. Es folgt eine weitere Übung, bei der die Arme der beiden Doreks in Bewegung bleiben müssen und sich die Fingerkuppen der Zeigefinger der beiden ständig berühren müssen, dabei dürfen sie nicht miteinander sprechen. Nach einem ersten gescheiterten Versuch sind sie in einem zweiten Anlauf erfolgreich. Der Therapeut schließt damit die Sitzung. Valentin erklärt, den Impuls zu haben, nun die Faust von Joana zu öffnen. Nach zärtlichen Berührungen sowie einem Kitzeln öffnet Joana schließlich die Faust. Die Doreks verlassen die Sitzung in gelöstem und heiterem Zustand.
Nach der Sitzung ruft der Therapeut seine Frau zurück und weist sie darauf hin, dass er nicht wünsche, während einer Sitzung telefonisch unterbrochen zu werden. Er erzählt ihr, dass er eine paradoxe Intervention angewendet habe und er zuversichtlich sei, dass die Doreks wieder zueinanderfinden.

## Produktion und Hintergrund
Die Dreharbeiten fanden im Sommer 2017 statt, gedreht wurde in Wien. Unterstützt wurde der Film vom Österreichischen Filminstitut und dem Filmfonds Wien, beteiligt war der Österreichische Rundfunk. Produziert wurde der Film von Allegro Film. Für den Ton zeichnete Sergey Martynyuk verantwortlich, für das Kostümbild Theresa Ebner-Lazek, für das Szenenbild Katrin Huber und Gerhard Dohr und für die Maske Jenny Popova.
Die 2014 von Daniel Glattauer veröffentlichte Komödie wurde ebenfalls von Michael Kreihsl als Theaterstück inszeniert, die Uraufführung fand im Jänner 2015 an den Wiener Kammerspielen des Theaters in der Josefstadt statt. Am Theater wurden der Eheberater von Jürgen Tarrach und Valentin Dorek von Bernhard Schir verkörpert, die Rolle seiner Ehefrau Joana spielte wie im Film Aglaia Szyszkowitz.

## Rezeption
Barbara Petsch schrieb in der Tageszeitung Die Presse, der Film von Michael Kreihsl würde weitaus stärker überzeugen als seine Theaterinszenierung. Sie lobte die drei Darsteller und schrieb: „Es ist immer wieder erstaunlich, wie man aus einem guten Theaterstück einen noch viel besseren Film machen kann, noch dazu war hier mit Kreihsl derselbe Regisseur am Werke.“
Die Tiroler Tageszeitung befand: „Michael Kreihsl nimmt für das Kino das Tempo der Screwball-Komödie. Komik kann aber nur Erwin Steinhauer entfalten.“
DerStandard.at meinte, dass Kreihsl mit Wolfgang Thaler einen der besten heimischen Kameramänner zur Seite habe, er würde das Drei-Personen-Geschehen ein wenig nach Westernmanier auffrisieren. Man befinde sich permanent im Duellmodus, die Breitwandbilder würden die Distanz zwischen den Eheleuten betonen. In der zweiten Hälfte würde der Film eine Wendung nehmen, „die nicht ganz so unerwartet kommt, wie es dem Autor vermutlich erschienen ist. [...] Der beste Boulevard, und in diese Gattung gehören Stück und Film, birgt auch ein Moment des Wahnsinns in sich, die Möglichkeit, Etikette und Konventionen aufzusprengen. Dieses komische Wunder bleibt leider aus.“

## Auszeichnungen und Nominierungen
- 2018: Internationales Filmfest Emden-Norderney – Nominierung für den SCORE Bernhard Wicki Preis und den Creative Energy Filmpreis[10]